# Gloria Fortún
Gloria Fortún (Madrid, 9 de abril de 1977) es una escritora, poeta y traductora española.
Trabaja en el mundo de la literatura con un enfoque multidisciplinar que incluye la escritura, los recitales poéticos, la traducción literaria y la enseñanza de escritura creativa. Su oficio está atravesado por su larga trayectoria en el activismo feminista, antigordofobia y lgtb+.
Entre las autoras que ha traducido se encuentran Audre Lorde, Emmeline Pankhurst, Diane Ackerman, Zitkala-Ša y Joanna Russ.
Es creadora y profesora de la comunidad literaria de las Escritoras Peligrosas.
En 2021 publicó su poemario en la editorial Dos Bigotes bajo el título Todas mis palabras son azores salvajes. En 2022 publicó su novela poética Roja catedral. En 2025 publicó su poemario Adulta funcional.

## Publicaciones
- Charlotte Brontë. Ilustraciones Isa Vázquez. Madrid: Sabina, 2011.
- Ábreme con cuidado. Varias autoras. Madrid: Dos Bigotes, 2015.
- Barbarismos queer y otras esdrújulas. Varios autores. Barcelona: Bellaterra, 2015.
- Esas que también soy yo. Varias autoras. Madrid: Ménades, 2019.
- Todas mis palabras son azores salvajes. Madrid: Dos Bigotes, 2021.
- Roja catedral. Madrid: Dos Bigotes, 2022.
- Gloria, la poeta de los amores prohibidos. VVAA. Madrid: Dos Bigotes, 2024.
- Adulta funcional. Madrid: Dos Bigotes, 2025.